# High as Hope
High as Hope è il quarto album in studio del gruppo musicale britannico Florence and the Machine, pubblicato il 29 giugno 2018 dalla Virgin EMI Records e dalla Republic.
Primo progetto della band ad essere interamente prodotto dalla frontwoman Florence Welch, la quale si è servita principalmente della collaborazione di Emile Haynie, si configura come un disco molto più minimalista rispetto al precedente How Big, How Blue, How Beautiful (2015). High as Hope, composto da dieci tracce registrate nell'arco di oltre due anni, è stato accolto positivamente dalla critica che ne ha lodato soprattutto l'interpretazione vocale di Welch.

## Descrizione
Il 18 aprile 2017 Nathan Willett, frontman del gruppo dei Cold War Kids, dichiara durante un'intervista di aver collaborato con i Florence and the Machine alla realizzazione del loro quarto album in studio. La notizia è stata confermata da Florence Welch in persona poco tempo dopo, nel mese di maggio, durante un'intervista condotta per il quotidiano britannico The Daily Telegraph. La collaborazione in questione si è rivelata essere 100 Years, ottava traccia del disco, per la quale Willett ha eseguito i cori.
Come si è detto, è il primo progetto del gruppo ad essere stato interamente prodotto da Florence Welch, insieme al produttore statunitense Emile Haynie. La cantante ha dichiarato di essersi occupata delle sessioni di registrazione dell'album principalmente presso uno studio di Los Angeles che, «pur non essendo particolare attrezzato, ha fornito alla cantante la libertà di sperimentare un sound nuovo.» High as Hope risulta essere anche il primo lavoro della band al quale non hanno partecipato alla produzione o all'esecuzione né Isabella Summers né Christopher Lloyd Hayden, che ha annunciato di aver abbandonato la formazione nel febbraio 2018.
Per quanto concerne il titolo ed i temi esplorati, durante un'intervista con Universal Music, Welch ammette: «c'è solitudine in questo album, ci sono problemi e c'è dolore, e altre cose con cui ho dovuto combattere; avrei voluto chiamarlo The End of Love, che in realtà ho visto come una cosa positiva perché era la fine di un tipo di amore indigente, era la fine di un amore che proviene da un luogo di mancanza, si tratta di un amore che è più grande e più ampio, che richiede così tante spiegazioni. Potrebbe sembrare un po' negativo, ma in realtà non l'ho pensato in quel modo». La nona traccia dell'album, The End of Love, affronta in parte la tematica del suicidio commesso dalla nonna di Welch, già discussa nel brano Only if for a Night, facente parte del predecessore Ceremonials (2011).

## Accoglienza
| Recensione          | Giudizio |
| ------------------- | -------- |
| AllMusic            |          |
| The Daily Telegraph |          |
| Pitchfork           | 5.7/10   |
| Sputnikmusic        |          |

High as Hope ha ricevuto recensioni generalmente positive da parte della critica specializzata. Su Metacritic, che assegna punteggi in centesimi tramite le recensioni di critici influenti, l'album ha totalizzato 75 punti con 29 recensioni, punteggio che segnala «recensioni generalmente favorevoli». Neil Z. Yeung su AllMusic descrive l'album come «semplice» e «umano», e afferma che «High as Hope potrebbe non essere la versione entusiasmante di Welch degli album precedenti, ma come un documento della sua crescita personale, è uno studio accorato e sincero di verità e auto-riflessione». Neil McCormick, per conto del The Daily Telegraph, ha ampiamente elogiato l'album conferendogli il punteggio massimo e decretando che «il cantato di Florence Welch è straordinario, districandosi senza sforzo tra la malinconica morbidezza e un'esultanza di grande potenza, persino ululando. Ogni respiro, ringhio e trillo sembra perfettamente al proprio posto.»
Anche lo staff di Sputnikmusic assegna all'album il punteggio massimo, dichiarando che «il percorso più facile e più probabile per il successo continuo di Welch e della band sarebbe stato tentare di ricreare la magia incantatrice di Ceremonials o le qualità da inno di Lungs. High as Hope non fa nessuna delle due cose, e questo rende l'album il più lungimirante di tra quelli a cura dei Florence and the Machine».
Al contrario, Katherine St. Asaph di Pitchfork recensisce negativamente l'album, sostenendo che nonostante la «titanica voce» di Welch, High as Hope è turbato da «un'opprimente produzione beige».

## Tracce
1. June – 3:41 (Florence Welch)
2. Hunger – 3:34 (Florence Welch, Emile Haynie, Thomas Bartlett, Tobias Jesso Jr.)
3. South London Forever – 4:22 (Florence Welch, Brett Shaw)
4. Big God – 4:01 (Florence Welch, Jamie Smith)
5. Sky Full of Song – 3:46 (Florence Welch, Emile Haynie, Thomas Bartlett)
6. Grace – 4:48 (Florence Welch, Emile Haynie, Sampha Sisay, Tobias Jesso Jr.)
7. Patricia – 3:37 (Florence Welch, Emile Haynie, Thomas Bartlett)
8. 100 Years – 4:58 (Florence Welch)
9. The End of Love – 4:41 (Florence Welch, Tobias Jesso Jr.)
10. No Choir – 2:29 (Florence Welch, Emile Haynie, Andrew Wyatt)

## Formazione
Musicisti
- Florence Welch – voce; tamburi (tracce 1-4); percussioni (tracce 1, 4, 5, 7-9); sintetizzatore (traccia 1); pianoforte (tracce 3, 4, 8)
- Emile Haynie – sintetizzatore (tracce 1-10); tamburi (tracce 1,2, 4-8, 10)
- Brett Shaw – Fender Rhodes (traccia 1), sintetizzatore (tracce 3, 4, 6, 7); programmazione (traccia 6); basso (traccia 7); tamburi (tracce 3, 4); percussioni (traccia 8)
- Thomas Bartlett – pianoforte (tracce 1, 2, 7); Mellotron (tracce 1, 2, 4, 9); organo (traccia 2); sintetizzatore (tracce 4, 7-9); basso (tracce 5, 9); tastiera (tracce 5, 8); pianoforte (traccia 9)
- Andrew Wyatt – sintetizzatore (traccia 1); basso (tracce 1, 9); pianoforte, Mellotron (traccia 10)
- Jonathan Wilson – tamburi (tracce 1, 7, 8); chitarra (tracce 2, 8)
- Rob Ackroyd – chitarra (tracce 2, 5, 7); ukulele (traccia 3)
- Greg Leisz – pedal steel guitar (tracce 2, 5)
- Carla Azar – tamburi (traccia 2)
- Tom Monger – arpa (tracce 2, 3, 5-8, 10)
- Kamasi Washington – sassofono tenore, arrangiamento corni (tracce 3, 4, 8)
- Jamie xx – tamburi, sintetizzatore (traccia 4)
- James Gadson – tamburi (traccia 4)
- Angela Parrish e Leslie Stevens – cori (traccia 5)
- Sampha Sisay – pianoforte (traccia 6)
- Tobias Jesso Jr. – tastiere (traccia 6); pianoforte (traccia 9)
- Josh Tillman – chitarra (traccia 8)
- Nathan Willett – cori (traccia 8)
- Lu Lu McJunkins – violoncello (traccia 8)

Produzione
- Florence Welch – produzione (tutte le tracce)
- Emile Haynie – produzione (tutte le tracce); registrazione (traccia 7)
- Brett Shaw – produzione (tracce 1, 3, 4, 6-8); registrazione (tracce 1-9)
- Thomas Bartlett – produzione (traccia 5)
- Tobias Jesso Jr. – produzione (traccia 9)
- Tim Montague – registrazione aggiuntiva (tracce 2, 9)
- Morgan Stratton – registrazione aggiuntiva (tracce 2, 5)
- Michael Harris – registrazione aggiuntiva (tracce 2, 4, 5)
- Keith Gretlein – registrazione aggiuntiva (tracce 3, 4, 8)
- Zachary Zajdel – assistenza all'ingegneria del suono (tracce 2, 5)
- Christopher Cerullo – assistenza all'ingegneria del suono (tracce 2, 4, 5)
- Derrick Stockwell – assistenza all'ingegneria del suono (tracce 3, 4, 8)
- Matt Mysko – assistenza all'ingegneria del suono (traccia 7)
- Tom Elmhirst – missaggio (tutte le tracce)
- John Davis – mastering (tacce 1, 3-10)
- Bob Ludwig – mastering (traccia 2)

## Classifiche
| Classifica (2018) | Posizione massima |
| ----------------- | ----------------- |
| Australia         | 2                 |
| Austria           | 3                 |
| Belgio (Fiandre)  | 1                 |
| Belgio (Vallonia) | 6                 |
| Canada            | 2                 |
| Finlandia         | 16                |
| Germania          | 5                 |
| Italia            | 6                 |
| Norvegia          | 5                 |
| Paesi Bassi       | 6                 |
| Polonia           | 3                 |
| Regno Unito       | 2                 |
| Spagna            | 4                 |
| Stati Uniti       | 2                 |
| Svezia            | 4                 |
| Svizzera          | 2                 |

### Classifiche di fine anno
| Classifica (2018) | Posizione |
| ----------------- | --------- |
| Australia         | 79        |
| Regno Unito       | 56        |